# メリー・ディヴリー駅
メリー・ディヴリー駅（メリー・ディヴリーえき、仏: Mairie d'Ivry）は、フランス・パリの南縁にあたるイヴリー＝シュル＝セーヌ（市）にある、メトロ（地下鉄）7号線（メリー・ディヴリー方面支線）の駅。同線の終端駅である。

## 概要

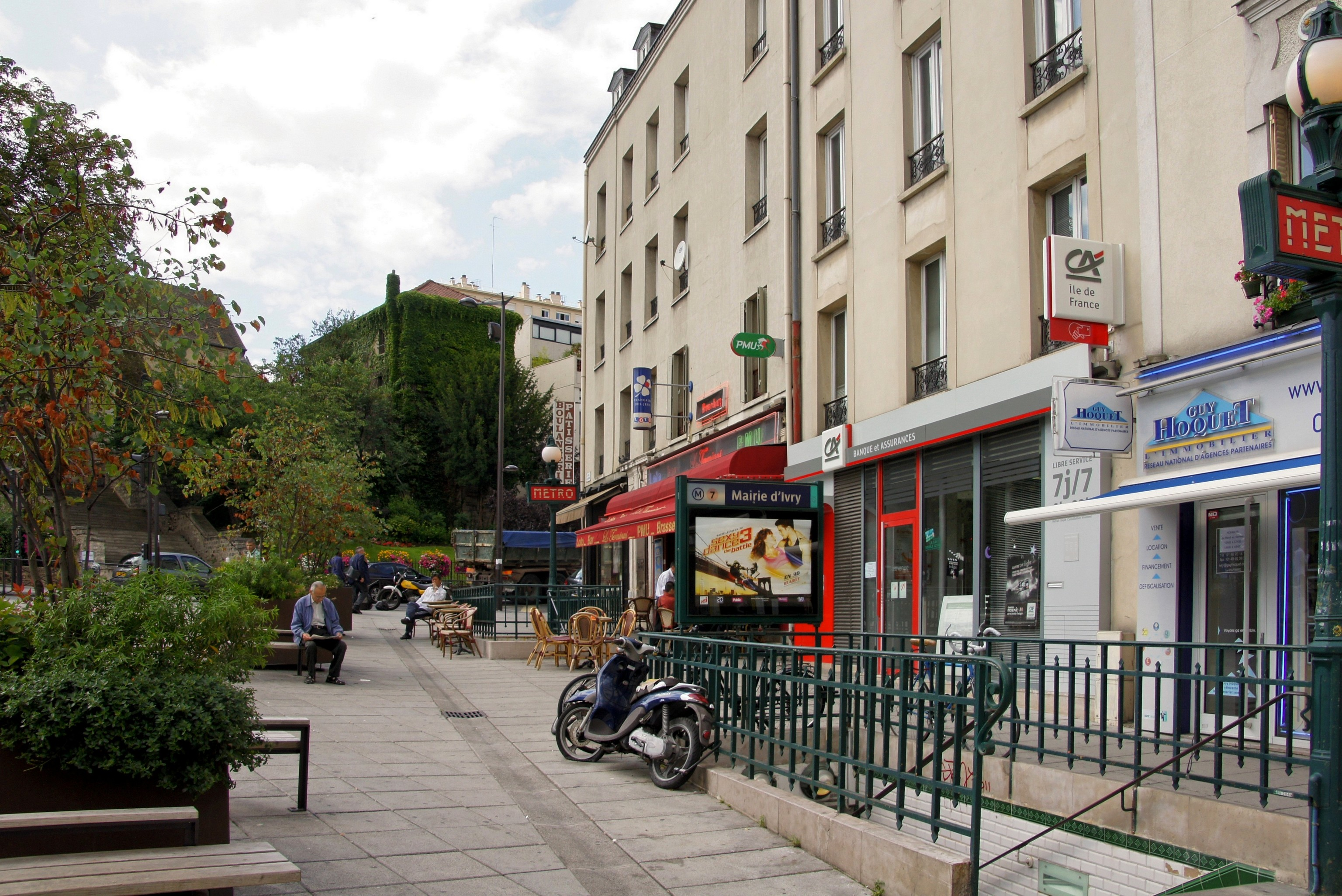
駅出入口

1946年5月1日、メトロ7号線がそれまでの終端駅ポルト・ディヴリー駅から延伸され、その延伸区間の終端駅として設置され現在に至る。

## 利用状況
2011年の年間乗車人員は297万3,671人、2012年は299万7,840人。2013年の年間乗車人員は290万7,554人で、これはパリメトロで185番目の多さである。

## 利用可能な鉄道路線
- パリメトロ
  - 7号線

## 歴史
- 1946年5月1日 - 7号線ポルト・ディヴリー〜メリー・ディヴリー間の延伸に伴い開業。

## バス路線
パリ交通公団 (RATP) の路線バス125・132・182・323系統が運行されている。

## 隣の駅
パリメトロ
 7号線（メリー・ディヴリー方面支線）
ピエール・エ・マリー・キュリー駅 （Pierre et Marie Curie） - メリー・ディヴリー駅